# Cherry Jul
Cherry Jul (Moscú, 17 de febrero de 1985) es el nombre artístico de una actriz pornográfica rusa retirada.

## Biografía
No se sabe mucho sobre su vida antes 2005, año en el que ingresa en la industria pornográfica con 20 años de edad.
Desde sus inicios, trabajó para productoras como Private, 21Sextury, Devil's Film, Jules Jordan Video, Evil Angel, Marc Dorcel, Swank Digital o Anabolic, entre otras. Muchas de sus películas incorporan escenas de sexo oral, anal y grupal.
En 2008 destacaría por protagonizar la película de Private Cherry Jul's Extreme Gang Bang Party, en la que participó en diversas escenas de sexo con las actrices Aletta Ocean, Crystal Crown, Ellen Peterson, Jasmine Black, Jennifer Love, Lea Lexis, Valentina Blue, Veronica Sanchez y Zafira.
Ese mismo año recibiría su primera nominación en los Premios AVN en la categoría de Mejor escena de sexo en producción extranjera por la película Angel Perverse 8. Volvería a repetir en esta categoría al año siguiente por Cherry Jul’s Extreme Gangbang Party.
En 2010 volvió a ser nominada en los AVN; esta vez, en la categoría de Artista femenina extranjera del año, que perdió contra la húngara Aletta Ocean.
Algunas películas de su filmografía son Defend Our Porn, French Lust, All Internal 9, Cherry, Gaping Girls, La Femme Lovers, Sex Auditions 9, Billionaire 2, Cum In The Bathroom, Russian Angels o Teen Tryouts Audition 43.
Cherry Jul se retiró en 2015, habiendo grabado algo más de 350 películas como actriz.

## Premios y nominaciones
| Año  | Ceremonia   | Premio                                        | Trabajo                             | Resultado |
| ---- | ----------- | --------------------------------------------- | ----------------------------------- | --------- |
| 2008 | Premios AVN | Mejor escena de sexo en producción extranjera | Angel Perverse 8                    | Nominada  |
| 2009 | Premios AVN | Mejor escena de sexo en producción extranjera | Cherry Jul’s Extreme Gangbang Party | Nominada  |
| 2010 | Premios AVN | Artista femenina extranjera del año           | —                                   | Nominada  |